# Noctua dimidiata
Noctua dimidiata là một loài bướm đêm trong họ Noctuidae.